# Station Higashi-Neyagawa
Station Higashi-Neyagawa  (東寝屋川駅,  Higashi-Neyagawa-eki) is een spoorwegstation in de Japanse stad Neyagawa. Het wordt aangedaan door de Gakkentoshi-lijn. Het station heeft twee sporen, gelegen aan één eilandperron.

## Treindienst

### JR West
| 1 | ■ Gakkentoshi-lijn | richting Shijōnawate en Kyōbashi |
| 2 | ■ Gakkentoshi-lijn | richting Matsuiyamate en Kizu    |

## Geschiedenis
Het station werd geopend in 1979.

## Overig openbaar vervoer
Er bevindt zich een busstation nabij het station. Er vertrekken bussen van Keihan.

## Stationsomgeving
- Neyagawa-park
- Izumiya (supermarkt)
- McDonald's
- Kōnan (bouwmarkt)

Kizu · Nishi-Kizu · Hōsono · Shimokoma · JR Miyamaki · Dōshisha-mae · Kyōtanabe · Ōsumi · Matsuiyamate · Nagao · Fujisaka · Tsuda · Kawachi-Iwafune · Hoshida · Higashi-Neyagawa · Shinobugaoka · Shijōnawate · Nozaki · Suminodō · Kōnoikeshinden · Tokuan · Hanaten · Shigino · Kyōbashi